# Советский рай

Однокомнатная квартира семьи из трёх человек. Фотография с выставки «Советский рай» (Берлин, 1942)

«Советский рай» (нем. Das Sowjet-Paradies) — выставка, проведённая управлением пропаганды НСДАП с 8 мая по 21 июня 1942 года в берлинском парке Люстгартен. Её целью была демонстрация населению мнимого варварства, нищеты и агрессивности Советского Союза, опасности, которую он несёт Европе. Выставка была призвана оправдать продолжавшуюся войну и убедить в необходимости немецкой победы. По официальным данным, её посетило 1,3 миллиона человек.
Термин «советский рай» или «большевистский рай» был расхожим штампом нацистской пропаганды, он неоднократно повторялся в выпусках Die deutsche Wochenschau, в пропагандистской книге «Письма солдат с фронта» и других пропагандистских материалах. Выставка представляла Германию как спасительницу Европы от нашествия большевистских варваров и засилия мирового еврейства, замалчивая собственные агрессивные планы Гитлера.
На площади в 9 тысяч м² были сооружены палаточные павильоны, в которых демонстрировались собранные вермахтом во время специальных экспедиций на оккупированных территориях экспонаты: фотографии, графики, картины. Некоторые фотографии советского быта были инсценированы с использованием узников концлагеря Заксенхаузен. У входа на выставку были установлены советские трофейные танк и орудие. Главной частью выставки была искажённая реконструкция одного из районов Минска с участком улицы, лавкой, мастерской сапожника, землянками, в которых жили рабочие. В экспозицию входили советские сельскохозяйственные машины, рабочие и крестьянские дома, разобранные на месте и собранные заново в Берлине вместе со всей их обстановкой. Кроме того, в павильонах выставки были реконструированы подвалы ГПУ с расстрельной камерой. Выставка также освещала состояние советской армии и программу её вооружения, организацию советского быта и экономики, деятельность колхозов, исправительных лагерей и борьбу с беспризорностью.
На подготовку экспозиции ушло несколько месяцев. Согласно анонсу, она должна была продемонстрировать «бедность, нищету, упадок и разложение» в Советском Союзе. Таким образом, национал-социалисты пытались оправдать войну против СССР и укрепить дух населения, обеспокоенного провалом блицкрига и поражением под Москвой.
18 мая подпольной коммунистической организацией Герберта Баума была совершена попытка поджога выставки. Несмотря на то, что был нанесён лишь небольшой материальный ущерб, гестапо провело несколько облав на подпольщиков, в результате которых были арестованы и казнены как минимум 33 человека. Днём ранее одна из групп «Красной капеллы», возглавляемая Харро Шульце-Бойзеном и Фрицем Тилем, расклеила по всему Берлину тысячи листовок с ироническим текстом: «Постоянная выставка „Нацистский рай“. Война, голод, ложь, гестапо. Сколько ещё?» Многие члены подпольной группы заплатили за эту акцию своей жизнью.
Аналогичные выставки и музеи организовывались гитлеровцами в других городах Германии и на оккупированных территориях. В частности, с этой целью в Киеве был создан Музей-архив переходного периода.